# Frans Van den Zype (médecin)
Pour les articles homonymes, voir Frans Van den Zype.
Frans Van den Zype, en latin Zypœus, est un médecin belge.
Il naquit à Louvain et se fit une réputation distinguée vers la fin du XVIIe siècle. Il commença par être lecteur d'anatomie et de chirurgie à Bruxelles. Le talent qu'il déploya dans ces fonctions lui valut l'estime publique, celle du prince de Parme, gouverneur des Pays-Bas puis la chaire de professeur d'anatomie à l'université de Louvain, sa ville natale.
Van den Zype prenait le titre de dépositaire royal de la méthode de Bils pour l'embaumement des cadavres, et il s'en pare à la tête du traité suivant : Fundamenta médicinae physico-anatomica, Bruxelles, in-12 ; 1692, in-8 ; 1737, in-8 ; Lyon, in-8. Cet ouvrage, écrit pour les élèves, contient des généralités sur la médecine, un abrégé d'hygiène, de pathologie, de sémiotique, et enfin des éléments de thérapeutique médico-chirurgicale. Le temps et les progrès de la science lui ont fait perdre sa valeur.

## Source
« Frans Van den Zype (médecin) », dans Louis-Gabriel Michaud, Biographie universelle ancienne et moderne : histoire par ordre alphabétique de la vie publique et privée de tous les hommes avec la collaboration de plus de 300 savants et littérateurs français ou étrangers, 2e édition, 1843-1865 [détail de l’édition]